# 조지 아미티지 밀러
조지 아미티지 밀러(George Armitage Miller, 1920년 2월 3일 ~ 2012년 7월 22일)는 미국의 심리학자이다. 단기기억의 용량이 7±2라는 것을 발견했다. 마법의 수, 이 연구는 인지심리학의 선구가 되었다.
인지 심리학, 더 넓게는 인지 과학의 창시자 중 한 사람인 미국의 심리학자였다. 그는 또한 심리언어학의 탄생에도 기여했다. 밀러는 여러 권의 책을 집필했으며 컴퓨터 프로그램에서 사용할 수 있는 온라인 단어 연결 데이터베이스인 워드넷의 개발을 지휘했다. 그는 "The Magical Number Seven, Plus or Minus Two"라는 논문을 집필했는데, 이 논문에서 그는 함께 고려된 여러 가지 실험적 발견이 인간의 단기 기억 용량에 대한 평균 한계인 7의 존재를 드러낸다는 것을 관찰했다. 이 논문은 심리학자와 더 넓은 문화권에서 자주 인용된다. 밀러는 국가 과학 메달을 포함하여 수많은 상을 수상했다.
밀러는 심리학의 지배적인 이론이 정신 과정에 대한 연구를 피하고 관찰 가능한 행동에 초점을 맞춘 행동주의였을 때 그의 경력을 시작했다. 이러한 접근 방식을 거부하면서 밀러는 특히 말과 언어에 초점을 맞춰 정신적 과정을 분석하기 위한 실험적 기술과 수학적 방법을 고안했다. 주로 하버드 대학, MIT, 프린스턴 대학에서 일하면서 그는 심리언어학의 창시자 중 한 사람이 되었고 1978년경 인지 과학이라는 더 넓은 새로운 분야를 창설한 핵심 인물(노암 촘스키(Noam Chomsky)와 같은 인지과학과 심리언어학 분야의 다른 인물들) 중 한 사람이었다. 심리학을 정신적 과정의 영역으로 옮기고 그 움직임을 정보 이론, 계산 이론, 언어학과 연계시키는 데 대해 밀러는 20세기의 위대한 심리학자 중 한 명으로 간주된다. 2002년에 발표된 일반 심리학 검토(Review of General Psychology) 조사에서는 밀러를 그 시대에 가장 많이 인용된 심리학자 20위로 선정했다.